# Кепсут
Кепсут (тур. Kepsut) — город и район в провинции Балыкесир (Турция).

## История
Эти места в разные исторические периоды находились под властью Персидского царства, державы Александра Македонского, Рима, Византии, затем эти земли захватили Карасы, после разгрома которых турками-османами вошли в состав Османской империи.
В 1920—1922 году Кепсут находился под греческой оккупацией, и был освобождён в результате Думлупынарского сражения.
В 1953 году был образован район Кепсут.